# Psychedelischer Anglerfisch
Der Psychedelische Anglerfisch (Histiophryne psychedelica) ist ein 2009 neu beschriebener Anglerfisch (Antennariidae). Der Beschreibung liegen drei Exemplare zu Grunde, der Holotyp ist ein 87 mm langes Männchen, das in einer Tiefe von 6,5 Metern, 20 Meter vom Ufer entfernt in der Nähe der Stadt Ambon auf der gleichnamigen Insel in Indonesien gefangen wurde. Die Paratypen sind ein 65 mm langes Männchen und ein 76 mm langes Weibchen, die beide bei Bali gefangen wurden.

## Etymologie
Das Artepitheton psychedelica wurde vergeben, da die Farben des Fisches den Sinneseindrücken eines psychedelischen Rausches gleichen sollen.

## Merkmale

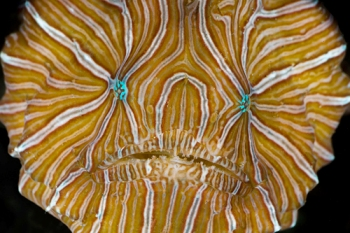
Kopfstudie

Histiophryne psychedelica hat einen vorn abgeflachten Kopf, der durch die fleischige, vergrößerte Kinn- und Wangenregion sehr breit wirkt. Die Augen weisen direkt nach vorne. Der Rumpf ist kurz, hoch und seitlich etwas abgeflacht. Die Haut ist dick und sitzt locker. Das Maul ist oberständig bis vertikal. Im Vergleich zu den Mäulern anderer Armflosser ist es klein. Im Maul sitzen zwei bis vier unregelmäßige Reihen bürstenartiger, kleiner Zähne. Die Augen haben einen Durchmesser von 3,2 bis 3,6 % der Standardlänge. Der hartstrahlige Teil der Rückenflosse besteht aus drei, weit voneinander getrennten Flossenstrahlen. Der erste, das „Illicium“ ist winzig. 
Flossenformel: Dorsale 13, Anale 7, Pectorale 8, Ventrale I/5, Caudale 9
Die Grundfarbe von Histiophryne psychedelica ist gelbbraun bis pfirsichfarben. Radiär von den Augen ausgehend zieht sich ein mehr oder weniger verschlungenes Muster von schmalen weißen, in der Mitte bläulichen Streifen über Kopf, Rumpf und bis zu den Enden der Flossen. Die Farbe ist eine Mimese der Steinkoralle Leptoseris explanata.

## Lebensraum
Alle bisher gefundenen und beobachteten Exemplare befanden sich in einer Wassertiefe von 5 bis 7 Metern. Bei Ambon, in der Nähe eines Hafens, war der Fundort mit Korallenbruchstücken und Müll bedeckt und von Schwämmen, kolonialen Seescheiden und Kalkalgen bewachsen. Bei Bali, dem Fundort der Paratypen, wurden etwa ein Dutzend weitere Exemplare beobachtet, die alle Abstände von etwa 40 Metern einhielten. Darunter waren auch Jungfische und ein brutpflegendes Weibchen. Die relativ großen (3–4 mm) und wenigen (etwa 220) Eier sind durch Filamente miteinander verbunden und formen einen Klumpen, der vom Weibchen versteckt wird, indem sie ihn mit Körper und Flossen umschließt.